# Право
Вижте пояснителната страница за други значения на Право.
Правото е система от правила и норми, уреждащи отношенията между субектите – хора и организации – в обществото.
Правото като система от правила се прилага от съвкупност от институции и подлежи на принудително осъществяване, на тях се подчинява всяко едно правно общество. Правото придава форма на политиката, икономиката и обществото по различни начини и служи като основен социален медиатор за регулиране на отношения между хората.
Правните системи изработват права и отговорности по различни начини.

## Раздели на правото
Поради сложността на отношенията, които регулира, правото се подразделя на:
- публично и частно право – разграничение с оглед характера на целите и интересите, които регулира – дали те имат публичен или частен характер;
- материално и процесуално право – най-общо материалното право определя вида, характера и значимостта на благата, които регулира, а процесуалното право е способът, начинът и редът на реализацията му в съдебното правораздаване;(неекзактно)
- вътрешно и международно право – вътрешното право е системата от правила и норми за поведение, приети от една страна, разпростираща се със суверенитета на държавната ѝ власт, а международното се отнася до международната общност като такава, включваща съгласуваната правна воля на държавите;
- субективно и обективно право – обективно е правото като съвкупност от правни норми, правният ред и т.н.; субективното право е гарантираната и позволена от обективното право възможност на правния субект за действия или бездействия, посредством собствения си правен интерес;
- правото като правната наука изучаваща правните норми и принципи;
- правото като правна система;
- правото като източник на правото;
- правото като справедливост и др.

### Облигационно право
Договорното право регулира всичко – от купуването на автобусен билет до търгуването на деривати.
Облигационното или в някои случаи на български (от английското наименование) контрактното право,(не е прието) се отнася до приложими обещания и може да бъде сумирано в латинската фраза pacta sunt servanda (споразуменията и съглашенията трябва да бъдат спазвани). В прецедентното право са необходими три основни елемента за създаване на договор: предложение и приемане, обмисляне и намерение за създаване на правни отношения.

### Конституционно право
Конституционното право осигурява рамка за създаването на закона, защита на човешките права и избора на политически представители.

### Административно право
Административното право се използва да разглежда решенията на държавните агенции.

### Международно право
Международното право управлява въпросите между суверенните държави в дейности от търговията до регулацията на околната среда. Гръцкият философ Аристотел казва през 350 пр.н.е. „Разпоредбата на закона е по-добра от решението на който и да е отделен индивид.“

## Правни системи
Правните системи на страните по света могат най-общо да бъдат разделени на две основни групи – континентално (романо-германско) право и общо право. Според някои съвременни учени разграничението между двата вида право постепенно губи значението си, като с времето елементи, смятани за типични за една от двете системи, се възприемат от другата. В някои страни, в които не е възприето отделянето на църквата от държавата, се прилага и трета правна система – на религиозно-традиционното право. Правната система, прилагана в дадена страна, обикновено се определя от нейната история, взаимоотношения с други страни или отношение към международни стандарти.

### Континентално право
Исторически съвременното континентално право произхожда от Римското право. Това, което е допринесло последното да оцелее в продължение на столетия и да залегне в основата на модерните правни системи е, че то съдържа абстрактни фигури (институти), както и че има обърнат поглед към практиката. Съвършенството на Римското право от правно-техническа гледна точка е давало възможност на всяка следваща епоха да внася по нещо ново в неговото съдържание. Именно поради тези причини Римското право е било реципирано от западноевропейските държави.

### Общо право
Общото право е правна система, в която решенията на съдилищата са изрично признати за законни източници. „Доктрината на прецедента“ или stare decisis (латинската дума за „да застанеш зад решението си“) означава, че решенията на висшите съдилища задължават по-долните съдилища. Системите на общото право също разчитат на правилниците, приети от законодателната власт. Общото право произхожда от Англия и е въведено в почти всяка страна, обвързана с Британската империя (с изключение на Малта, Шотландия, американския щат Луизиана и канадската провинция Квебек).

### Религиозно-традиционно право
Религиозното право изрично се основава на религиозни принципи. Примерите включват еврейската халаха и ислямския шариат (шериат) – като и двете се превеждат като „път за следване“, а християнското каноническо право все още е запазено в някои църковни общности. Често влиянието на религията върху правото е непроменимо, тъй като Божието слово не може да бъде променяно или регламентирано от съдии или правителства. Все пак обаче, задълбочената и подробна правна система обикновено изисква уточняване от хората. Например Коранът има закони, който действат като източник на други закони чрез интерпретация – Кияс (съображения по аналогия), Иджма (консенсус) и прецедент. Друг пример е Тората или Стария Завет в Петокнижието или петте книги на Мойсей. То съдържа основните правила на еврейското право, които някои израелски общности решават да използват. Халаха е правило на еврейския закон, което обобщава някои интерпретации на Талмуда. Въпреки това израелското законодателство позволява тъжителя да използва религиозни закони, само ако иска. Каноническото право се употребява само от членовете на католическата църква, източноправославната църква и англиканската църква.
До 18 век законите на шериата се практикуват в мюсюлманския свят в кодифицирана форма. От средата на 1940-те години, в една страна след друга, са направени усилия да се въведат законите на шериата в съответствие със съвременните условия и концепции. В съвременността правните системи на много мюсюлмански страни разчитат както на традициите в гражданското и общото право, така и на ислямските закони и обичаи. Конституциите на някои мюсюлмански държави, като Египет и Афганистан, признават исляма като религия на страната, което задължава законодателя да се придържа към шариата. Саудитска Арабия признава Корана като нейна конституция, и се управлява въз основа на ислямското право. Иран повторно въвежда ислямското право в правната си система след 1979 г. През последните няколко десетилетия една от основните характеристики на Ислямското възраждане е призивът за възстановяване на шариата, който поражда огромно количество литература и засяга световната политика.

## Правна теория

### История на правото
Историята на правото е тясно свързано с развитието на цивилизацията. Древногипетското право, датиращо от третото хилядолетие пр.н.е., съдържа граждански кодекс, който вероятно е разделен на дванадесет книги. То се основава на концепцията за Маат, характеризираща традицията, риторичната реч, социалната равнопоставеност и безпристрастността. Към 2200 г. пр.н.е., шумерският владетел Ур-Наму формулира първия законник, която се състои от казуистични твърдения („ако... то ...“). Около 1760 г. пр.н.е., цар Хамурапи доразвива вавилонското право, систематизира го и го записва на камък. Хамурапи поставя няколко копия на законите си из цялото Вавилонско царство като стели, за да бъде видяно от всички това, което остава известно като „Законника на Хамурапи“. Най-запазената стела е открита през 19 век от британски асиролози и е напълно транслитерирана и преведена на различни езици, включително английски, немски и френски език.
Старият Завет датира от около 1280 г. пр.н.е. и е под формата на морални императиви и препоръки за по-добро общество. Малкият древногръцки град-държава – Атина от около 8 век пр.н.е., е първото общество, което се основава на широкото включване на гражданите си в управлението (с изключение на жените и робската класа). Древногръцка Атина обаче няма наука за правото или дума за „закон“, и разчита вместо това на разграничението между следните три: божествения закон (темис), човешките закони (номос) и обичаите (дикѐ). Старогръцкото право въвежда някои основни конституционни нововъведения в развитието на атинската демокрация.
Римското право е силно повлияно от гръцката философия, но детайлните му разпоредби са изработени от професионални юристи и поради това са силно усложнени. През вековете между възхода и залеза на Римската империя, правото се адаптира, за да се справи с променящата се социална обстановка и претърпява основна кодификация при Теодосий II и Юстиниан I.
Макар че по време на Средновековието кодексите са заменени от обичайното право и прецедентите, римското право е преоткрито през 11 век, когато средновековните учени започват да изучават римските закони и да адаптират техните концепции. В средновековна Англия кралските съдии развиват съвкупността на прецедента и така това по-късно става общото право (на английски: common law).
Широко разпространеният в Европа Лекс меркатория е формиран така, че търговците да могат да търгуват на практика по общи стандарти, а не по много отделни аспекти на местните закони. Лекс меркатория, предшественик на модерното търговско право, набляга на свободата на договаряне и на отчуждаемостта на собствеността. С нарастването на национализма през 18 и 19 век, Лекс меркатория е включен в законите на местните страни съгласно новите им граждански кодекси. Наполеоновият и германският граждански кодекси се превръщат в оказалите най-голямо влияние измежду тях. За разлика от английското право, във Франция и Германия се развива т.нар. гражданско право, което за разлика от големите томове на прецедентното право дава възможност малки книжки да се разпространяват между съдиите и да се прилагат. Все пак в днешно време има признаци на срещане и събиране на гражданското и прецедентното право. Правото на Европейския съюз е заложено в договорите, но се развива чрез прецеденти, определени от Европейския съд.
Древна Индия и Древен Китай имат различни традиции в правото, и исторически имат отделни школи в правната теория и практика. Артхашастра, вероятно съставена около 100 г. от новата ера (макар че съдържа и по-стари текстове), както и Ману-смрити (ок. 100 – 300 г.) са основополагащите трактати в Индия и се състоят от текстове, които са считани за авторитетно правно ръководство. Основната философия на Ману е толерантността и плурализма и е цитирана в цяла Югоизточна Азия. Индуиската традиция, заедно с ислямския закон, е заменена от общото право, когато Индия става част от Британската империя. Малайзия, Бруней, Сингапур и Хонконг също приемат общото право. Правните традиции на Източна Азия отразяват уникалната смесица от светско и религиозно влияние.
Япония е първата страна, която започва да модернизира правната си система по западен образец, чрез привнасянето на части на френския, но най-вече от германския граждански кодекс. Това отчасти отразява статута на Германия като надигаща се сила в края на 19 век. По същият начин, към последните години на династия Цин, традиционното китайско право дава път на западното влияние, под формата на шест отделни кодекса, основани предимно на японския модел на германското право. Най-близко сходство към кодификациите от този период запазва тайванското право, поради разделянето между националистите на Чан Кай-ши, които бягат на острова и комунистите на Мао Цзедун, които през 1949 г. печелят контрола над континентален Китай. Сегашната правна инфраструктура в Китайската народна република е силно повлияна от съветското социалистическо право, което по същество налага административното право за сметка на частното. Благодарение на бързата индустриализация, днес Китай е в процес на реформи, най-малко по отношение на икономическото право. След преговори, продължили петнадесет години, през 2001 г. Китай се присъединява към Световната търговска организация.

### Философия на правото
Основна статия Философия на правото.
Философията на правото е обикновено позната като юриспруденция. Нормативната юриспруденция е по същество политическа философия и задава въпроса: „Какъв трябва да е закона?“, докато въпросът на аналитичната юриспруденция е: „Какво е закон?“. Утилитарният отговор на Джон Остин е, че законът е „заповеди, подкрепени от заплахата от санкции, на суверен, на когото хората имат навика да се подчиняват.“. От другата страна, поддръжниците на естественото право като Жан-Жак Русо, твърдят, че законът отразява по същество моралните и непроменими закони на природата. Концепцията за естественото право възниква в античната гръцка философия едновременно с понятието за справедливост, и след известен период, влиза обратно в руслото на западната култура чрез творбите на Тома Аквински.
Хуго Гроций, основателят на чисто рационалната система на естественото право, твърди, че правото възниква както от социален импулс (както посочва Аристотел), така и от причина. Имануел Кант вярва, че морален императив изисква законите „да бъдат създавани така, сякаш трябва да се спазват като универсални закони на природата“. Джереми Бентъм и ученика му Остин, следвайки Дейвид Хюм, смятат, че това слива въпросите какво е и какво трябва да бъде. Те отстояват правния позитивизъм; че истинското право е напълно отделно от морала. Кант също така е критикуван от Фридрих Ницше, който отхвърля принципа на равенството, и вярва, че правото произлиза от волята за власт, и не може да бъде определяно като „морално“ или „неморално“.
През 1934 г., австрийският философ Ханс Келзен продължава позитивистката традиция в книгата си Чиста теория на правото. Келзен вярва, че макар и правото да е отделно от морала, то притежава „нормативност“, което означава, че трябва да му се подчиняваме. Докато законът е позитивно изявление „е“ (например глобата за заден ход на магистрала „е“ 500 евро), то правото ни казва онова, което „трябва“ да правим. По този начин, за всяка правна система може да бъде предположено, че има основна норма (Grundnorm), която ни указва да се подчиняваме.
Основният опонент на Келзен, Карл Шмит, отхвърля позитивизма, както и идеята за върховенството на закона, защото не приема върховенството на абстрактните нормативни принципи над конкретни политически позиции и решения. Шмит се застъпва за юриспруденция на изключенията (извънредно положение), която отрича, че правните норми биха могли да обхванат целия политически опит.
По-късно през 20 век, Хърбърт Харт напада Остин за опростяването и Келзен за фикциите му в книгата си Концепция на правото. Харт твърди, че правото е система от правила, разделени на основни (правила за поведение) и вторични (правила за чиновниците за управление на основните правила). Вторичните правила са допълнително разделени на правила за отсъждане (за решаването на правни спорове), правила за промяна (законите да могат да бъдат променяни) и правилото на признаване (законите да бъдат идентифицирани като валидни). Двама от учениците на Харт продължават дебата: В книгата си „Империя на правото“, Роналд Дуоркин напада Харт и позитивистите за отказа им да разглеждат правото като морален въпрос. Дуоркин твърди, че правото е „интерпретативно понятие“, което изисква съдиите да търсят най-подходящото и най-справедливо решение на правните спорове, като имат предвид конституционните традиции. Джоузеф Раз от друга страна, защитава позитивистката перспектива и критикува Харт за подхода му в книгата си „Авторитетът на правото“. Раз твърди, че праното е анторитет, който може да бъде идентифициран само чрез социални източници и без позоваване на морални аргументи. Според него, всяко категоризация на правилата извън тяхната роля като авторитетни инструменти по медиация, е по-добре да бъдат оставени на социологията, а не на юриспруденцията.

### Икономически анализ на правото
Основна статия Право и икономика.
През 18 век Адам Смит представя философските основи на обясняването на връзката между право и икономика. Дисциплината възниква частично от критиката към търговските обединения и антитръстовото законодателство на САЩ.
Най-влиятелните пропоненти, като Ричард Поснър и Оливър Уилямсън и Чикагската школа на икономисти и юристи, вкл. Милтън Фридман и Гери Бекър, са привърженици на дерегулацията и приватизацията, и са противници на държавните регулации или това, което те виждат като рестрикции за оперирането на свободните пазари.
Най-известният икономически анализатор на закона е носителят на Нобелова награда по икономика за 1991 г. Роналд Коуз, чието първо голямо изследване, Природата на фирмата (1937), твърди, че причината за съществуването на фирми (компании, съдружия и др.) е наличието на трансакционни разходи. Мислещите индивиди търгуват чрез двустранни договори на отворени пазари, докато разходите за сделките означават, че използването на фирмите за произвеждането на неща е по-рентабилно. Втората му голяма статия, „Проблемът на социалната цена“ (1960), твърди, че ако живеехме в свят без трансакционни разходи, хората щяха да търгуват един с друг, за да създадат същото разпределение на ресурсите, независимо от начина, по който един съд може да се произнесе по имуществени спорове. Коуз използва примера на случая на причинено неудобство Стърджис срещу Бриджмън, в който шумен производител на сладки и тих лекар са съседи и отиват на съд, за да се види кой трябва да се изнесе. Коуз казва, че независимо от това дали съдията ще постанови дали производителя трябва да спре да използва машините си, или че лекаря трябва да се примири с това, те биха могли да намерят взаимоизгодно сделка за това кой да се изнесе, и тя ще постигне същия резултат като разпределението на ресурсите. Само съществуването на трансакционните разходи може да попречи на това. Така, че правото трябва да предопределя какво би се случило, и да се ръководи от най-ефикасното решение. Идеята е, че правото и регулирането не са толкова важни или ефективни при помагането на хората, колкото адвокатите и държавниците вярват.

### Социология на правото
Социология на правото е разнообразно поле на изследване, което изучава взаимодействието на правото с обществото и се припокрива с юриспруденцията, икономическия анализ на правото и по-специализирани теми като криминологията.
Институциите на социалното конструиране и правните рамки са съответните области за проучването на дисциплината. На първо място, правните теоретици са подозрителни към дисциплината. Келзен атакува един от основателите ѝ, Ойген Ерлих, който се опитва да разграничи разликите между позитивното право, което адвокатите учат и прилагат, и другите форми на правото или социалните норми, които регулират ежедневния живот.

## Правни институции
Основните институции на правото в индустриализираните държави са независими съдилища, представителни парламенти, отговорна изпълнителна власт, войската и полицията, бюрократичната организация, правните професии и самото гражданско общество. Джон Лок в неговите Два трактата за управлението и Монтескьо в За духа на законите, поддържат идеята за разделение на властите между политическите, правните и изпълнителните органи. Според техния принцип никой човек не може да е способен да узурпира всички власти на държавата, в контраст на абсолютистката теория в Левиатан на Томас Хобс. Макс Вебер и други оформят на ново мисленето за развитието на държавата. Модерната армия, полиция и бюрократичната власт над ежедневието на обикновените хора поставят специфични проблеми за отговорността, която ранни автори като Лок и Монтескьо са предугаждали. Обичаят и практиката в правната професия е важна част от достъпа на хората към справедливост, докато гражданското общество е термин, използван да означи социалните институции, общности и взаимодействие, които формират правната политическа база.